# Рендсвюрен
Рендсвюрен (нем. Rendswühren) — община в Германии, в земле Шлезвиг-Гольштейн. 
Входит в состав района Плён. Подчиняется управлению Бокхорст.  Население составляет 808 человек (на 31 декабря 2010 года). Занимает площадь 19,75 км².